# Lowepro
Lowepro ist ein Hersteller von Tragesystemen für Elektronikprodukte, vor allem Fotoapparate und die dazugehörige Ausrüstung wie Objektive. Dazu gehören Fototaschen ebenso wie Rucksäcke. Das Unternehmen, das sich in seinem Segment als Weltmarktführer bezeichnet, hatte seinen Sitz bis 2017 im kalifornischen Sebastopol. Die Deutschland-Zentrale von Lowepro befand sich in Meerbusch.
2017 wurde das Unternehmen für den Preis von 10,3 Millionen US-Dollar von der britischen Firma Vitec gekauft und die Zentrale an die Adresse des Hauptquartiers der ebenfalls zu Vitec gehörenden Marke Manfrotto nach Cassola in Italien verlegt. Die Deutschlandzentrale liegt seither in Köln.
Gegründet wurde das Unternehmen 1967 von Greg Lowe. Er ist auch der Gründer des Schwesterunternehmens Lowe Alpine, einem Hersteller von Outdoor-Rucksäcken, der jedoch unabhängig von Lowepro operiert. In seiner Geschichte hat Lowepro eine Reihe von Innovationen hervorgebracht. Dazu zählen mit weichem Schaumstoff gepolsterte Kamerataschen, ein Allwetterüberzug für Rucksäcke, überlappende Reißverschlüsse, der nach Unternehmensangaben erste wasserdichte Fotorucksack der Welt, sowie der erste wasserdichte Fotorucksack mit Trinksystem. Vor der Übernahme durch Vitec gehörte das Unternehmen seit 2002 zur luxemburgischen DayMen-Gruppe.

## Meilensteine der Entwicklung
- 1967: Erster Rucksack mit Innenrahmen
- 1968: Erste schaumstoffgepolsterte Kameratasche
- 1977: Erste Kamerataschen mit Kunststoffschnallen
- 1985: Erste ergonomisch geformte Schultergurte
- 1992: Erste wetterfeste Hülle
- 1999: Erste Tragetasche speziell für Digitalkameras und erste Kombitasche für Kamera und Notebook
- 2002: Erster wasserfester Kamera-Rucksack
- 2005: Erste Kameratasche mit Trinksystem